# Wai-iti River
Der Wai-iti River ist ein Fluss im Tasman District auf der Südinsel von Neuseeland.

## Geographie
Der Fluss entspringt an der nordwestlichen Flanke der Gordon Range im Mount Richmond Forest Park und fließt zunächst rund 10 km in nördliche Richtung, um danach für etwa 30 km in nordöstlicher Richtung abzuschwenken. Er passiert dabei die Orte Belgrove, Foxhill, Wai-iti, Spring Grove und fließt nordwestlich an Wakefield und Brightwater vorbei, bevor er sich westlich von Richmond mit dem Wairoa River zum Waimea River vereinigt. Dieser mündet südlich von Moturoa / Rabbit Island in die Tasman Bay / Te Tai-o-Aorere.
Über einen großen Teil seines Mittellaufes des Flusses folgt der New Zealand State Highway 6.